# Marjaneh Bakhtiari
Marjaneh Bakhtiari, född 21 mars 1980 i Teheran, Iran, är en svensk författare som bor i Malmö.

## Biografi
Marjaneh Bakhtiari föddes i Iran, men flyttade med sina föräldrar till Sverige när hon var sju år gammal. Hon bor i Malmö men har tillbringat flera somrar i Teheran och talar farsi och svenska.
Hennes debutroman Kalla det vad fan du vill kom ut 2005 på förlaget Ordfront och handlar om en iransk familj som bor i Malmö. Romanen har dramatiserats av Anna Sjövall och spelats på Malmö dramatiska teater. Hennes andra roman Kan du säga schibbolet? kom ut 2008 och handlar liksom debutromanen om en iransk familj som har flyttat till Sverige.
Bakhtiari har studerat socialantropologi och journalistik och går för närvarande Orientalistikprogrammet på Uppsala universitet där hon har översatt två persiska noveller från tiden efter iranska revolutionen 1979.

## Priser och utmärkelser
- 2005 – En bok för allas litterära humorpris för Kalla det vad fan du vill
- 2005 – TCO:s kulturpris
- 2007 – Pocketpriset, guld för Kalla det vad fan du vill
- 2009 – ABF:s litteratur- & konststipendium
- 2009 – Nominerad till SR:s romanpris
- 2012 – Lars Ahlin-stipendiet
- 2014 – Stipendium ur Stina och Erik Lundbergs stiftelse från Svenska Akademien